# Sanctahelenia decellei
Sanctahelenia decellei är en insektsart som beskrevs av Dlabola 1976. Sanctahelenia decellei ingår i släktet Sanctahelenia och familjen dvärgstritar. Inga underarter finns listade i Catalogue of Life.